# Human Connectome Project
L'Human Connectome Project è un progetto quinquennale sponsorizzato da sedici componenti della National Institutes of Health e lanciato nel luglio 2009.
L'obiettivo dell'Human Connectome Project è di costruire una mappa virtuale che getterà luce sulle connettività anatomiche e funzionali del cervello umano, oltre ad organizzare una grossa raccolta di dati che faciliterà la ricerca alle malattie mentali più gravi, come la malattia di Alzheimer e la schizofrenia.

## HCP Research Network
Il network di ricerca raggruppa dodici istituti internazionali e include organizzazioni statali e private.
 Italia
- Università degli Studi "Gabriele d'Annunzio"

 Germania
- Istituto Ernst Strüngmann

 Paesi Bassi
- Università Radboud di Nimega

 Regno Unito
- Università di Oxford
- Università di Warwick

 Stati Uniti
- Università del Minnesota
- Università dell'Indiana
- Università della California - Berkeley
- Università della California a Los Angeles
- Università di Harvard
- Università Washington a Saint Louis
- Saint Louis University